# تولگویک

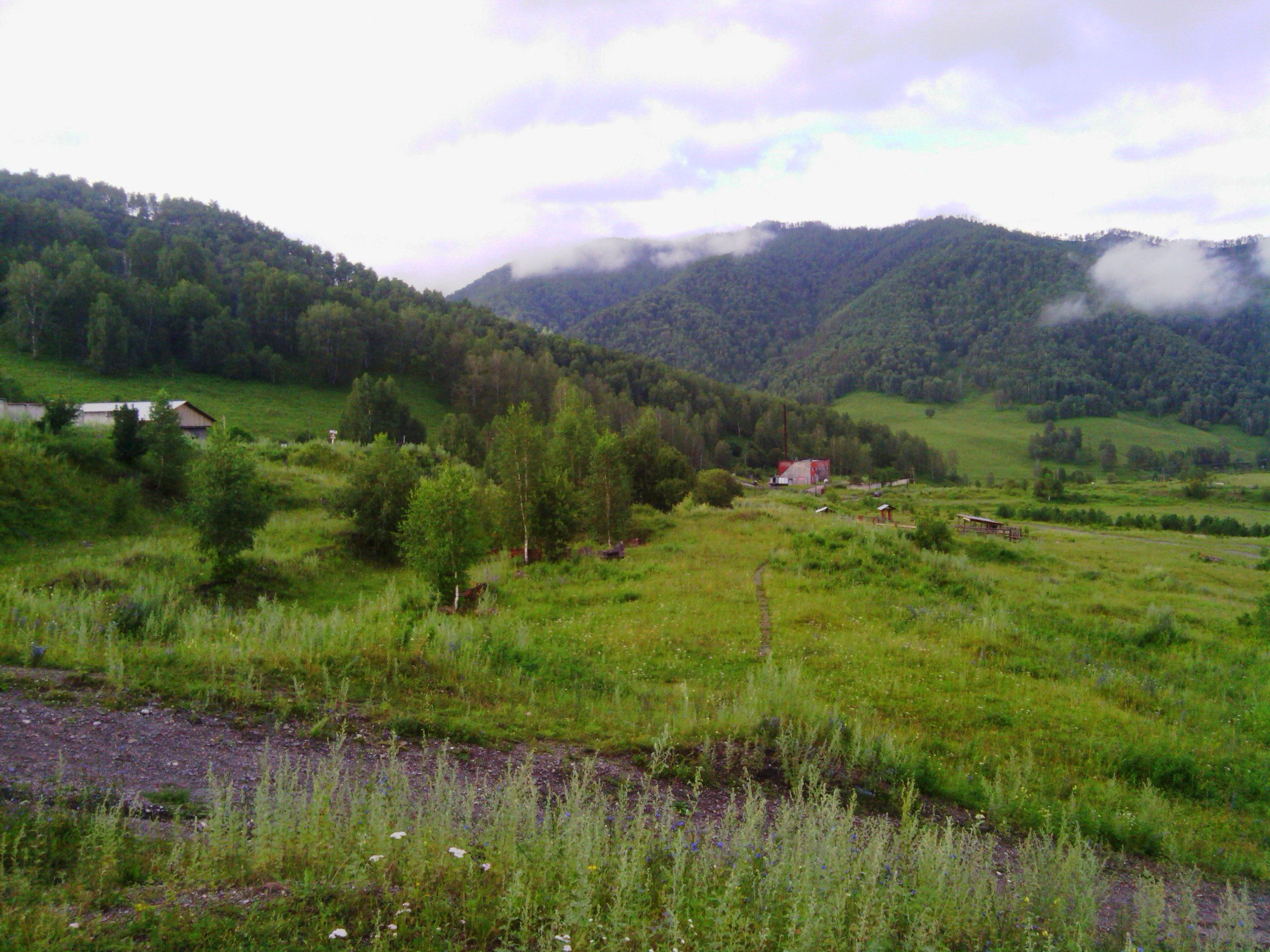
ناحیه چمالسکی، جمهوری آلتای

تولگویک (به لاتین: Tolgoyek) یک منطقهٔ مسکونی در روسیه است که در جمهوری آلتای واقع شده‌است.